# 下阿尔本
下阿尔本是德国莱茵兰-普法尔茨州的一个市镇。总面积8.81平方公里，总人口312人，其中男性159人，女性153人（2011年12月31日），人口密度35人/平方公里。